# النزاع الحدودي بين صربيا وكرواتيا
ثمة نزاع على الحدود بين كرواتيا وصربيا في منطقة الدانوب. ترى صربيا أن خط القعر لوادي الدانوب وخط وسط النهر يمثلان الحدود الدولية بين البلدين، ولا توافق كرواتيا على ذلك وتدعي أن الحدود الدولية تقع على طول حدود بلديات المسح العقاري الواقعة على طول النهر – التي تخرج عن مسار النهر في عدة نقاط على طول قسم يمتد على طول 140 كيلومترًا (87 ميلًا). تعكس الحدود القائمة على المسح العقاري مسار نهر الدانوب الذي كان موجودًا في القرن التاسع عشر، قبل أن يغير تعرج النهر وأعمال الهندسة الهيدروليكية مساره الأصلي. تفيد التقارير بأن مساحة الإقليم المتنازع عليه تبلغ 140 كيلومترًا مربعًا.
ظهر النزاع أول مرة في عام 1947، لكنه تُرك دون حل خلال وجود جمهورية يوغوسلافيا الاشتراكية الاتحادية. وأصبح مسألة خلافية بعد تفكك يوغوسلافيا. أعطيت أهمية خاصة للنزاع عند انضمام كرواتيا إلى الاتحاد الأوروبي. وحتى سبتمبر 2014، بقي النزاع دون حل، ويتوافق معظم خط السيطرة (خط المراقبة؟) مع مطالب صربيا.

## المطالبة بالأراضي
ينطوي النزاع الحدودي بين كرواتيا وصربيا على مطالبات متعارضة بشأن الحدود في عدة نقاط على طول وادي نهر الدانوب الذي يتقاسمه البلدان. تقع المناطق المتنازع عليها على طول جزء يمتد على طول 140 كيلومترًا (87 ميلًا) من المسار، من أصل 188 كيلومترًا (117 ميلًا) من مجرى النهر في المنطقة. في تلك المنطقة، تعرف الدولتان المتجاورتان الحدود بشكل مختلف – إما على أنها تتبع مسار نهر الدانوب، وفق ادعاء صربيا، أو تتبع حدود بلديات المسح العقاري الموجودة في أحد البلدين، وفق زعم كرواتيا. تتبع الحدود القائمة على المسح العقاري مجرى نهر الدانوب القديم، الذي غيره التعرج وأعمال الهندسة الهيدروليكية في القرن التاسع عشر، وذلك بعد إنشاء السجل العقاري. ويشمل النزاع الحدودي ما يصل إلى نحو 140 كيلومترًا مربعًا (54 ميلًا مربعًا) من الأراضي. تحدد مصادر أخرى أرقامًا مختلفة إلى حد ما، فتشير إلى مطالبة كرواتيا بأكثر من 100 كيلومتر مربع (39 ميلًا مربعًا) على الضفة الشرقية للنهر، في باتشكا، وتقول إن الحدود القائمة على المسح العقاري تترك 10 إلى 30 كيلومترًا مربعًا (3.9 إلى 11.6 ميلًا مربعًا) من الأراضي على الضفة الغربية لنهر الدانوب، في بارانيا لصربيا. وتشير تقديرات أخرى إلى مساحة إجمالية تبلغ 100 كيلومتر مربع (39 ميلًا مربعًا) متنازع عليها، 90% منها على الضفة الشرقية لنهر الدانوب، التي تسيطر عليها صربيا.
يقع الجزء الأكبر من الأراضي المتنازع عليها بالقرب من بلدة أباتين، في حين يشار إلى جزيرة سارينغراد وجزيرة فوكوفار على أنها أجزاء مثيرة للخلاف بشكل خاص. تقع مناطق أخرى متنازع عليها بالقرب من بلدة باتشكا بالانكا، وفي بلدية سومبور، في نقطة حدودية ثلاثية بين كرواتيا والمجر وصربيا. تدعي كرواتيا أن الحدود القائمة على السجل العقاري معتمدة من قبل لجنة ديلاس، التي شُكلت في عام 1945 لرسم الحدود بين المكونات الاتحادية ليوغوسلافيا، في حين تدعي صربيا أن نفس اللجنة رسمت الحدود تبعًا لمسار نهر الدانوب في عام 1945. في عام 1991، قضت لجنة التحكيم التابعة لمؤتمر السلام المعني بيوغوسلافيا بأن الحدود بين الوحدات الاتحادية ليوغوسلافيا أصبحت حدودًا دولية لا يجوز انتهاكها، دون الإشارة إلى مواقع المطالبات بالأراضي أو الحدود. وصدر هذا الرأي بناء على طلب صربيا. قبل صدور الحكم، أكدت صربيا أن الحدود تعرضت للتغيير بعد تفكك يوغوسلافيا واستقلال كرواتيا. يتوافق خط السيطرة مع المطالبة الصربية منذ حرب الاستقلال الكرواتية.